# Cedega
Cedega (раніше WineX) - комерційний продукт, заснований на вихідному коді проекту Wine, що дозволяє запускати Windows-програми в Unix-системах. Створюється компанією TrasnGaming Technologies. Cedega відрізняється від Wine своєю націленістю на запуск ігор, написаних для Microsoft Windows, в Linux. Зокрема, для цього було додано покращену підтримку API DirectX. Також це включає підтримку деяких засобів захисту від копіювання, що використовуються в іграх. В останніх версіях Cedega має простий графічний інтерфейс, який дозволяє встановлювати та запускати ігри для Windows, а також налаштовувати програму.
Зазвичай розробники програмного забезпечення стежать за новими іграми для Windows, тестуючи та покращуючи підтримку найпопулярніших ігор. Багато ігор працюють так само швидко, як і в рідній ОС.
До версії 4.0, що вийшов 22 червня 2004 року, проект називався WineX.Нова назва представляє гру слів: Wine з англ.— «вино», Cedega - сорт винограду.
Ігрові сервіси Cedega Gaming Service були відключені у 2011 році.Компанія TransGaming оголосила про продовження розробок під брендом GameTree Linux, але проєкт не отримав жодного розвитку.

## поширення
Cedega — пропрієтарне програмне забезпечення, що поширюється за підпискою, яка, окрім можливості отримання нових версій програми, дозволяє брати участь у голосуванні, над підтримкою яких ігор працювати розробникам далі. TransGaming відкриває частину вихідних кодів Cedega у вільний доступ через CVS, з метою залучення сторонніх програмістів до написання патчів. Часто ця можливість використовується для отримання безкоштовної версії Cedega, яка, однак, позбавлена власних розробок TransGaming.

## GameTree Linux
Нещодавно компанія TransGaming оголосила про трансформацію Cedega у новий проект – GameTree Linux.
GameTree Linux стане «ігровою платформою» для Linux, аналогічною популярному сервісу Steam, що забезпечує поширення ігор під операційні системи Windows, Mac OS X та GNU/Linux. У основі залишаться напрацювання Cedega, тобто. спеціальної редакції Wine для запуску Windows-ігор інших ОС.
Послуга Cedega Gaming Service, доступна за платною підпискою, піде в небуття. Нова бізнес-модель TransGaming передбачає, що GameTree поширюватиметься безкоштовно, а платити користувачі будуть безпосередньо за самі ігри, що купуються через новий сервіс.
При цьому плани TransGaming йдуть далі: у рамках ініціативи GameTree TV очікується подібне розповсюдження ігор для різних побутових пристроїв (наприклад, для set-top boxes).
У проекту GameTree Linux запущений сайт - gametreelinux.com. Розробники вже можуть зареєструватися на ньому – для цього треба отримати GameTree Dev ID у програмі GameTree Developer Program.